# Wálter Quesada
Wálter Quesada (* 9. Mai 1970 in Cartago) ist ein ehemaliger costa-ricanischer Fußballschiedsrichter.
Ab 2001 stand Quesada auf der Liste der FIFA-Schiedsrichter und leitete internationale Fußballspiele, unter anderem in der CONCACAF Champions League und in der North American SuperLiga.
Quesada war beim Gold Cup 2005, Gold Cup 2007, Gold Cup 2009, Gold Cup 2011, Gold Cup 2013 und Gold Cup 2015 im Einsatz. Beim Gold Cup 2013 leitete Quesada das Halbfinale zwischen den Vereinigten Staaten und Honduras (3:1). Zudem leitete er ein Spiel bei der Copa América 2011 in Argentinien.
2017 beendete Quesada seine aktive Schiedsrichterkarriere.